# 豊田大谷高等学校
豊田大谷高等学校（とよたおおたにこうとうがっこう）は、愛知県豊田市保見町南山にある私立高等学校。

## 歴史
- 1984年 - 名古屋大谷高等学校豊田分校として開校。
- 1988年 - 豊田大谷高等学校に名称変更。
- 1993年 - 豊田大谷中学校開校。
- 1997年 - 第79回全国高等学校野球選手権大会（夏の甲子園）出場。
- 1998年 - 第80回全国高等学校野球選手権大会（夏の甲子園）ベスト4。なお、この大会の2回戦では「サヨナラボーク」により宇部商（山口県）に勝利した。甲子園での通算勝率は.714である。
- 2005年 - 中学校生徒募集停止。
- 2007年 - 中学校休校。
- 2007年 - 第60回愛知県高等学校野球大会優勝。
- 2013年 - 豊田大谷中学校廃止認可[1]。

## 校訓
- 命尊し

## 学校の特色
真宗大谷派の関係高校。必修で宗教の時間があり、仏教関連の行事も多い。
新入生に対して東本願寺への研修旅行が実施されている。
運動部が盛んであり野球部は97年と98年の2度甲子園に出場している。女子ソフトテニス部はインターハイの常連である。
ダンス部が、『春の日本高校ダンス部選手権』中日本大会において、2016年（平成28年）新人戦3位、2017年（平成29年）新人戦優勝、2021年（令和3年）『夏の日本高校ダンス部選手権』東海・北陸大会においてスモールクラス優勝、全国大会9位。全日本高校チームダンス部選手権6年連続全国大会出場。

## 学校行事
- 4月 - 入学式・始業式
- 6月 - 授業見学会
- 7月 - 球技大会
- 8月 - 体験入学
- 9月 - 文化祭
- 10月 - 体育大会
- 11.12月 - 学校説明会
- 12月 - 修学旅行（2年）
- 3月 - 卒業式、終了式

## 普通科
- 特別選抜コース（文理選抜）
- 特別選抜コース（スポーツ選抜）
- 人間福祉コース
- 情報メディアコース
- 生活文化コース
- 文理コース

## 生徒会活動・部活動など

### 運動部
- 硬式野球（男）
  - 『1998年、夏の甲子園でベスト4』。
- 女子ソフトテニス
  - 『全国常連部』。
- 男子ソフトテニス
- バスケットボール
  - 『2021年（令和3年）、ウィンターカップ出場』。
- 陸上競技
  - 『2021年（令和3年）、インターハイ出場』『U16ジュニアオリンピック 優勝』。
- 空道
- ダンス
  - 『夏の日本高校ダンス部選手権』[2021年]全国大会9位。
- サッカー
- 剣道
- 卓球
- 男子バレーボール
- 女子バレーボール
- 女子ソフトボール

### 文化部
- 吹奏楽
- 書道
- 放送
- 茶華道
- 宗教
- 調理研究
- 写真・美術
- 図書文芸
- パソコン
- ボランティア
- ESS

## 交通
- 名鉄豊田線 浄水駅より徒歩で約15分。
- 愛知環状鉄道・愛知環状鉄道線 保見駅より徒歩で約15分。

## 卒業生

### プロ野球選手
- 平田洋（元中日・近鉄）
- 鎌田圭司（元中日）
- 古木克明（元横浜・オリックス、後総合格闘家に転身）
- 竹下哲史（元中日）
- 齋藤俊雄（元横浜・オリックス他）[2]
- 萩原麻子（女子プロ野球・兵庫）

### プロサッカー選手
- 山口慶（元名古屋・千葉）
- 青山隼（元名古屋・徳島他）
- 岩田昌浩（元名古屋・岐阜他）
- 津田知宏（横浜FC）
- 花井聖（富山）
- 中田健太郎（元横浜FC）
- 新川織部（琉球）
- 久保裕一（相模原）
- 稲垣順（元新潟S・金沢他）
- 諸江健太（元名古屋・金沢他）
- 豊田晃大（名古屋）
- ピサノ・アレックス幸冬堀尾（名古屋）

### その他
- 金谷則幸（元社会人野球選手）
- 竹中美穂（シドニーオリンピック女子体操選手）